# Сисимиут
Сисимиут (дат. Holsteinsborg) — город и до 2009 года столица одноимённого муниципалитета в центральной части Западной Гренландии (Китаа). Граничит с Маниитсоком на юге и Кангаатсиаком на севере, а также Аммассаликом на востоке. Находится в 75 км к северу от полярного круга, и это самый северный порт Гренландии, свободный ото льда. Население в 2007 г. составило 5965 чел., что делает Сисимиут вторым по величине городом Гренландии.
В современном Сисимиуте есть магазины, банк, средняя школа, молодёжное общежитие, гостиницы, конференц-центр, несколько церквей, библиотека, почта и больница. Также есть открытый плавательный бассейн с подогреваемой водой, выстроенный на сваях, чтобы избежать воздействия на вечную мерзлоту. В городе проложены дороги с твёрдым покрытием, такая же дорога ведёт к аэропорту, но нет никаких дорог, связывающих Сисимиут с другими поселениями.

## Транспортное сообщение
Также на территории муниципалитета есть посёлки — Иттилек, Сарфаннкуак и Кангерлуссуак, являющийся крупнейшим гренландским аэропортом. Аэропорт Сисимиута имеет небольшую ВПП, способную принимать лишь небольшие самолёты; для дальних путешествий следует пересаживаться в Кангерлуссуаке. Кроме того, Сисимиут несколько раз в неделю летом посещают паромы Arctic Umiaq Lines, обслуживающие посёлки западного побережья. Еженедельно паромы заходят в Иттилек и Сарфаннкуак. Зимой основным транспортом являются собачьи упряжки.

## История
Первые следы человека на территории Сисимиута относятся ещё к 4,5 тыс. лет до н. э. Миссионер Ханс Эгеде в 1721 году построил церковь поблизости, несколько зданий XVIII века всё ещё стоят. В XX веке были построены торговый порт и рыбозавод. В последнее время всё большее значение приобретает туризм.

## Климат
Климат Сисимиута определяется его положением вблизи Баффинова залива с протекающим вблизи берегов теплым Западно-Гренландским течением, а также внутренним ледяным щитом Гренландии. В итоге климат Сисимиута лишь немногим холоднее, чем в Нууке. Зимой дневная температура не падает ниже −15 °C, а летом не поднимается выше 20 °C, однако погода переменчива, как и во всех приморских районах.
Из внутренних районов могут приходить сильные порывистые ветра, достигающие 200 км/ч. Осадков в Сисимиуте немного, летом дождь идёт в основном раз в месяц, а зимой 2 раза в месяц выпадает снег, однако он лежит всю зиму, не тая. На побережье осадков больше, чем в глубине территории. Лишь весной и осенью (май, сентябрь) осадки идут чаще. Первый снег выпадает в начале-середине октября, а первые оттепели начинаются в середине-конце апреля.
| Показатель                                | Янв.  | Фев.  | Март  | Апр.  | Май  | Июнь | Июль | Авг. | Сен. | Окт. | Нояб. | Дек.  | Год  |
| ----------------------------------------- | ----- | ----- | ----- | ----- | ---- | ---- | ---- | ---- | ---- | ---- | ----- | ----- | ---- |
| Средний суточный максимум, °C             | −9,4  | −10,2 | −10,1 | −3,6  | 2,9  | 6,8  | 9,8  | 9,3  | 5,8  | 0,7  | −3,2  | −6,9  | −0,7 |
| Средняя температура, °C                   | −12,8 | −13,9 | −14   | −7,1  | −0,2 | 3,6  | 6,3  | 6,1  | 3,2  | −1,9 | −5,9  | −10,1 | −3,9 |
| Средний суточный минимум, °C              | −16,3 | −17,7 | −18   | −10,9 | −3,2 | 0,8  | 3,3  | 3,3  | 0,7  | −4,4 | −8,7  | −13,3 | −7   |
| Норма осадков, мм                         | 19    | 20    | 22    | 28    | 18   | 30   | 44   | 52   | 51   | 37   | 38    | 23    | 383  |
| Источник: Danish Meteorological Institute |       |       |       |       |      |      |      |      |      |      |       |       |      |

## Известные уроженцы
- Бертельсен, Расмус (1827—1901) — гренландский поэт, художник, композитор, педагог, редактор.